# Иргалин, Гизетдин Давлетгалеевич
Гизетдин Давлетгалеевич Иргалин (1 апреля 1931 года) — советский государственный и партийный деятель, архивист, журналист, российский историк, автор энциклопедических статей в изданиях "Башкирская энциклопедия". Секретарь Уфимского горкома КПСС (1982—1985), директор Центрального государственного архива общественных объединений Республики Башкортостан (1985—1999). Кандидат исторических наук. Главный редактор "Башкортостан укытыусыхы" (1966—1969 гг.). Член КПСС, член Союза журналистов СССР, член научного совета управления по делам архивов при Кабинете Министров Республики Башкортостан (1998-2000). Отличник народного просвещения, заслуженный работник культуры Башкирской АССР.